# David Pforr
David Pforr (* 26. Januar 1631 in Wolfhagen; † 26. April 1688 in Schmalkalden) war ein deutscher evangelisch-reformierter Theologe und Hofprediger.

## Leben
David Pforr war ein Sohn des Wolfhagener Predigers Johannes Pforr und der Magdalena Rossdorf. Er besuchte die Gymnasien in Kassel und Bremen. Aufgrund der geringen Unterstützung durch seine Eltern musste er sich seinen Lebensunterhalt durch Erteilung von Unterricht verdienen. Auf der Rückkehr von einer Reise nach Hannover lernte er in Rinteln die Witwe des schwedischen Generals von Lüdinghausen kennen, die ihm eine Hofmeisterstelle bei ihren Söhnen antrug. Er führte seine Zöglinge nach Bremen und 1659 nach Utrecht. Von da wollte er eben mit ihnen eine Reise nach Frankreich antreten, als er vom Landgrafen von Hessen, Wilhelm VI., als reformierter Prediger nach Rinteln berufen wurde. Seine Anstellung verzögerte sich jedoch bis zum 1. Juni 1662. Er vermählte sich am 1. März 1664 mit Magdalene Elisabeth, geb. Stöckenius (1643–1700), Tochter eines Kasseler Superintendenten, mit der er mehrere Kinder hatte.
Im Oktober 1667 wurde Pforr zum Hofprediger in Kassel ernannt. In dieser Eigenschaft begleitete er 1671 die Landgräfin Hedwig Sophie nach Dänemark. Im Mai 1676 wurde er Hofprediger und Inspektor der Stadt und Herrschaft Schmalkalden. Als die Abdikationsfeier der Landgräfin zugunsten ihres Sohnes Karl im August 1677 stattfand, hielt Pforr die Predigt bei dem die Festlichkeiten einleitenden Gottesdienst. Er wurde überhaupt als Kanzelredner geschätzt, insbesondere durch seine Gewandtheit in Kasualpredigten, deren Titel Seligster Abschied und Heimfahrt, Klüglicher Abgang der Gerechten, Herzensbeschneidung u. a. an den Geschmack seiner Zeit erinnern. Ein vollständiges Verzeichnis dieser Hochzeits- und Leichenpredigten lieferte Friedrich Wilhelm Strieder. In Pforrs Christlichem Hofspiegel (Schmalkalden 1679) befinden sich 27 Predigten über den 101. Psalm, die er am Hof zu Kassel gehalten hatte. 1688 starb Pforr im Alter von 57 Jahren in Schmalkalden.